# فيليب ديغول
فيليب ديغول (بالفرنسية: Philippe de Gaulle)‏ (28 ديسمبر 1921 - 13 مارس 2024)، هو سياسي من فرنسا ولد في باريس. وكان عضو في الاتحاد من أجل حركة شعبية. كان عضوا في مجلس الشيوخ عن باريس بين عامي 1986 و2004، وهو أكبر أبناء الزعيم الفرنسي الجنرال ديغول.

## وفاته
توفي فيليب ديغول ليل الثلاثاء-الأربعاء 13 مارس 2024، عن عمر ناهز عامين بعد المائة في المؤسسة الوطنية ليزانفاليد بباريس حيث كان يقيم منذ عامين.

## المرا جع
1. ↑  "L'amiral Philippe de Gaulle, fils du Général, est mort" (بالفرنسية). Le Monde. 13 mars 2024. {{استشهاد ويب}}: تحقق من التاريخ في: |publication-date= (help)
2. ↑  senat.fr (بالفرنسية), QID:Q111695467
3. ↑  "VIDÉO - Mort de Philippe de Gaulle : un hommage national rendu ce mercredi aux Invalides" (بالفرنسية). France Bleu. 20 mars 2024. {{استشهاد ويب}}: تحقق من التاريخ في: |publication-date= (help)
4. ↑  فرنسا: وفاة الأدميرال فيليب ديغول أكبر أبناء الجنرال ديغول عن عمر ناهز 102 عاما,. نسخة محفوظة 2024-03-13 على موقع واي باك مشين.

## روابط خارجية
- فيليب ديغول على موقع IMDb (الإنجليزية)
- فيليب ديغول على موقع ألو سيني (الفرنسية)
- فيليب ديغول على موقع ديسكوغز (الإنجليزية)
- فيليب ديغول على موقع قاعدة بيانات الفيلم (الإنجليزية)